# Морские ежи
Морски́е ежи́ (лат. Echinoidea) — класс иглокожих. Описано около 800 современных видов (в России — 20). В ископаемом состоянии известны с ордовика.

## Биология
Тело морских ежей обычно почти сферическое, размером от 2—3 до 30 см; покрыто рядами известковых пластинок. Пластинки, как правило, соединены неподвижно и образуют плотный панцирь (скорлупу), не позволяющий ежу изменять форму. По форме тела (и некоторым иным признакам) морские ежи подразделяются на правильных и неправильных. У правильных ежей форма тела почти круглая, и построены они по строго радиальной пятилучевой симметрии. У неправильных ежей форма тела уплощённая, и у них различимы передний и задний концы тела.

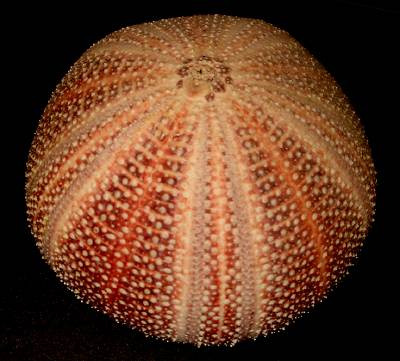
Панцирь морского ежа

С панцирем морских ежей подвижно соединены (при помощи суставной сумки с мышечными волокнами) иглы разнообразной длины. Длина колеблется от 1—2 мм (плоские ежи, Echinarachniidae) до 25—30 см (диадемовые ежи, Diadematidae). Есть вид, полностью лишённый игл — токсопнеустес (Toxopneustes)[уточнить], тело которого усеяно педицелляриями. Иглы зачастую служат морским ежам для передвижения, питания и защиты. У некоторых видов они ядовиты, так как соединены с особыми ядовитыми железами. Ядовитые виды (представители родов Asthenosoma, Diadema) распространены в основном в тропических и субтропических районах Индийского, Тихого и Атлантического океанов.
Кроме игл, на поверхности панциря морских ежей сидят педицеллярии, а также, у ротового отверстия, особые органы равновесия — сферидии. У некоторых видов педицеллярии также снабжены ядовитыми железами (Toxopneustes, Sphaerechinus).
Амбулакральная система обычна для иглокожих. Каждая амбулакральная ножка, снабжённая присоской, проходит сквозь скелетные пластинки панциря двумя веточками (через 2 поры). Амбулакральные ножки нижней стороны служат морским ежам для передвижения и рытья нор. Ножки спинной стороны преобразовались в органы осязания и дыхания. У некоторых видов амбулакральные ножки наряду с иглами и педицелляриями принимают активное участие в процессе очищения панциря и питания. Благодаря педицелляриям, которые передают застрявшие между иглами загрязнения амбулакральным ножкам, многие морские ежи зоны морского прибоя, с её песочно-обломочными взвесями, остаются чистыми.
Рот у морских ежей расположен в центре нижней (оральной) стороны тела; анальное и половые отверстия — обычно в центре верхней (аборальной) стороны. У правильных морских ежей рот снабжён жевательным аппаратом (аристотелев фонарь), служащим для соскрёбывания водорослей с камней. Аристотелев фонарь состоит из 5 сложных челюстей, каждая из которых оканчивается острым зубом. Зубы аристотелева фонаря участвуют не только в переработке пищи, но и в передвижении (вонзаясь в грунт), а также предположительно в рытье нор. У неправильных морских ежей, питающихся детритом, жевательного аппарата нет.
Кишечник не имеет лучевого строения, а представляет трубку, идущую от ротового отверстия по спирали внутри полости тела. Иногда вдоль него идет придаточная кишка, открывающаяся в кишечник обоими концами. Органами дыхания служат наружные кожные жабры, расположенные около рта, амбулакральная система и придаточная кишка.
Органы чувств и нервная система развиты довольно слабо. Помимо осязательных амбулакральных ножек и сферидиев, у ежей имеются примитивные глазки, расположенные на верхней стороне тела.
Ежи — стеногалинные пойкилосмотические животные, не способные сохранять более или менее постоянное осмотическое давление полостных; и тканевых жидкостей при изменении осмотического давления окружающей среды, и потому не выдерживают существенного изменения солёности среды обитания.

## Образ жизни и питание

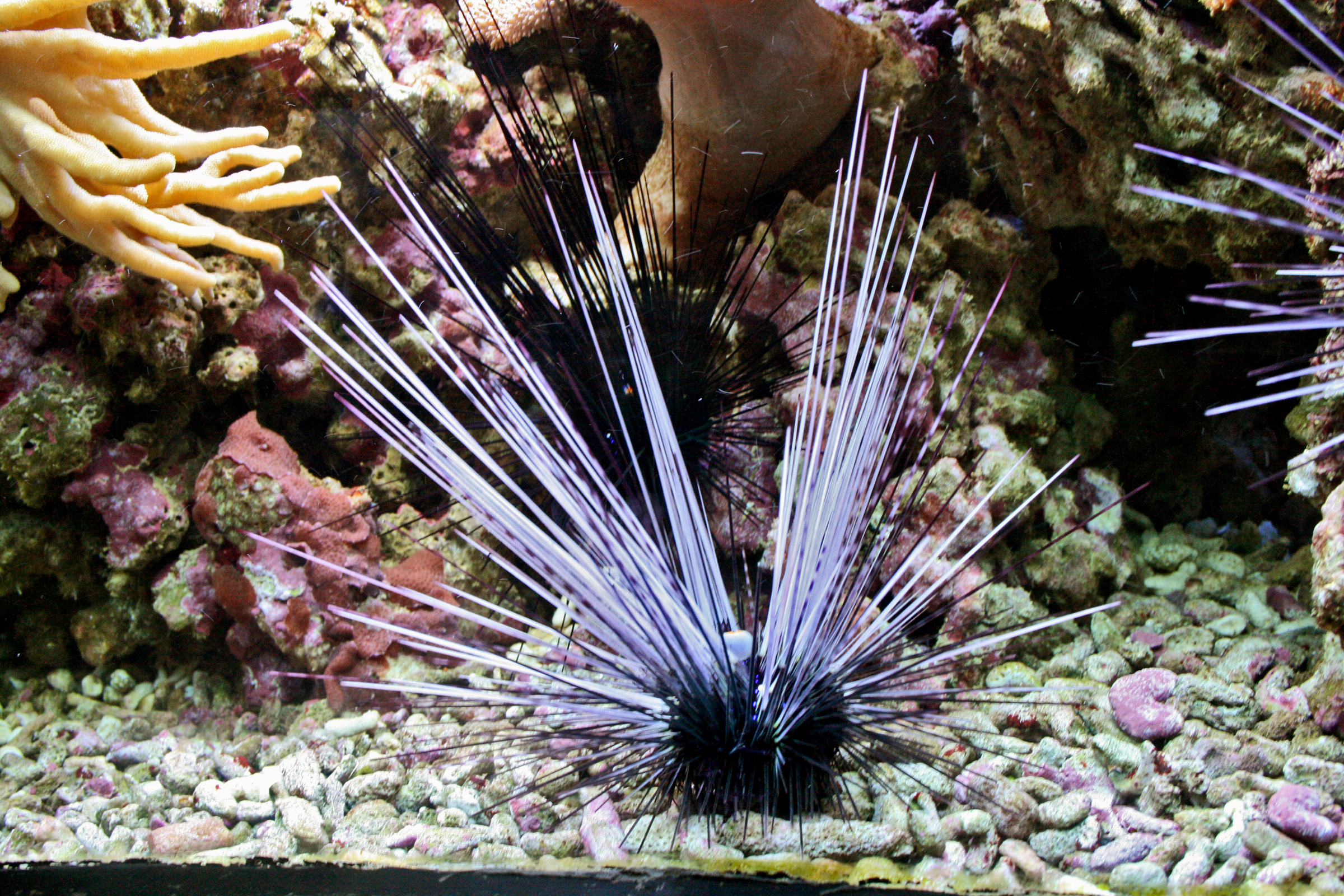
Морской ёж Diadema setosum

«Икра» серого морского ежа

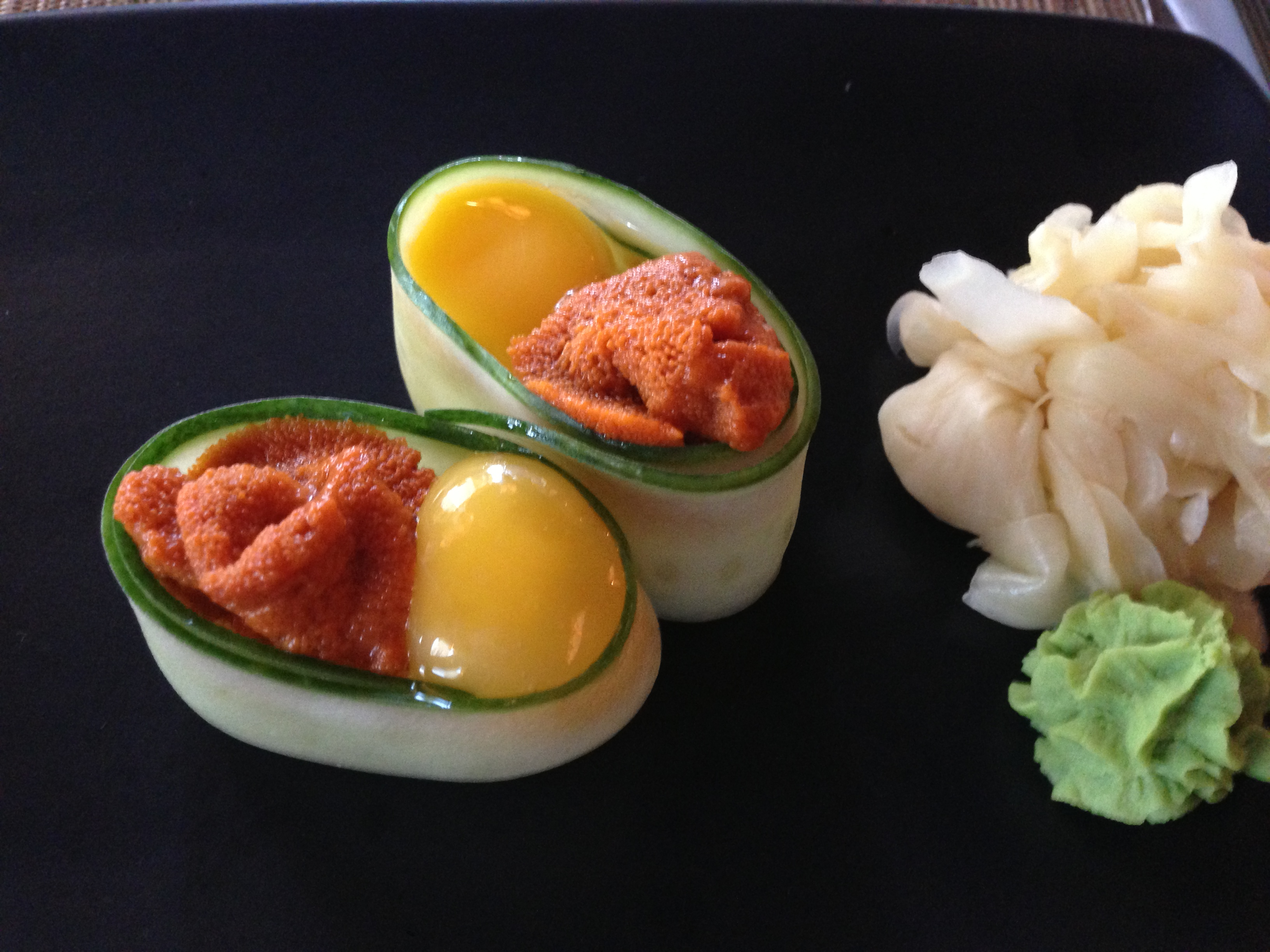
Суши с икрой морского ежа и перепелиными яйцами

Широко распространены в океанах и морях с нормальной солёностью на глубинах до 7 км; отсутствуют в малосолёных Каспийском, Чёрном и частично Балтийском морях. Широко распространены на коралловых рифах и в прибрежных водах, часто селясь там в расщелинах и углублениях скал. Правильные морские ежи предпочитают скалистые поверхности; неправильные — мягкий и песчаный грунт.
Морские ежи — донные ползающие или же зарывающиеся животные. Передвигаются с помощью амбулакральных ножек и игл. По некоторым предположениям, с помощью «аристотелева фонаря» морские ежи просверливают себе норы в скалах, даже гранитных и базальтовых, где прячутся во время отлива и от хищников. Другие виды закапываются в песок или просто прикрывают себя кусками раковин, водорослями и т. д.
Практически всеядны. Рацион включает водоросли, губок, мшанок, асцидий и разнообразную падаль, а также моллюсков, мелких морских звёзд и даже других морских ежей. Фиолетовый ёж Sphaerechinus granularis легко справляется с раком-богомолом Squilla mantis. Живущие на мягком грунте виды заглатывают песок и ил, переваривая попадающие с ними мелкие организмы.
Некоторые морские организмы используют морских ежей для защиты, прячась среди их игл: голотурии, офиуры, многощетинковые черви. Паразитические брюхоногие моллюски (Melanellidae), внедряясь в основание игл копьеносных ежей, образуют разрастания, напоминающие галлы, и тем самым мешают росту иглы. Некоторые виды моллюсков прикрепляют к иглам свои кладки, и развивающиеся моллюски просверливают скорлупу ежа, просовывают внутрь него хоботки и питаются тканями.
Морские ежи служат пищей для омаров, морских звёзд, рыб, птиц, морских котиков. Главным естественным врагом морского ежа является калан. Поймав ежа, калан либо долго крутит его в лапах (при этом иногда предварительно завернув в водоросли), чтобы примять иголки, и потом съедает; либо разбивает ежа камнем на собственной груди. Количество съедаемых каланами ежей столь велико, что кишечник, брюшина и даже кости этих морских млекопитающих порой окрашиваются пигментами морских ежей в фиолетовый цвет.

## Размножение и развитие
Органы размножения состоят из гроздевидных гонад (как правило, пяти), открывающихся наружу на верхней стороне тела. Морские ежи раздельнополы; иногда самцы несколько отличаются по виду от самок. Развитие с планктонной личинкой (эхиноплютеус); некоторые антарктические виды живородящи — яйца развиваются под защитой игл на верхней стороне тела или в выводковой камере, так что молодой ёж оставляет мать вполне сформировавшимся.
Число продуцируемых яиц достигает очень больших значений, например, у самки Echinus esculentus за сезон размножения — приблизительно 20 млн.
Половой зрелости и промыслового размера ежи достигают на третьем году жизни. Согласно подсчётам годичных колец на пластинах панцирей, возраст морских ежей в среднем составляет 10—15 лет, максимум — до 35 лет.

## Хозяйственное значение
Многие морские ежи служат объектом промысла. Они являются традиционным блюдом жителей побережий Средиземного моря, Северной и Южной Америки, Новой Зеландии и Японии. Высоко ценятся их молоки и особенно икра, в которой содержится до 34,9 % жиров и 19,2—20,3 % белков. Скорлупа является хорошим удобрением для малоплодородных земель, так как содержит много кальция и фосфора. Помимо этого, современными исследованиями установлено, что пигмент, выделенный из морского ежа (эхинохром), обладает сильной антиоксидантной активностью.

## Галерея

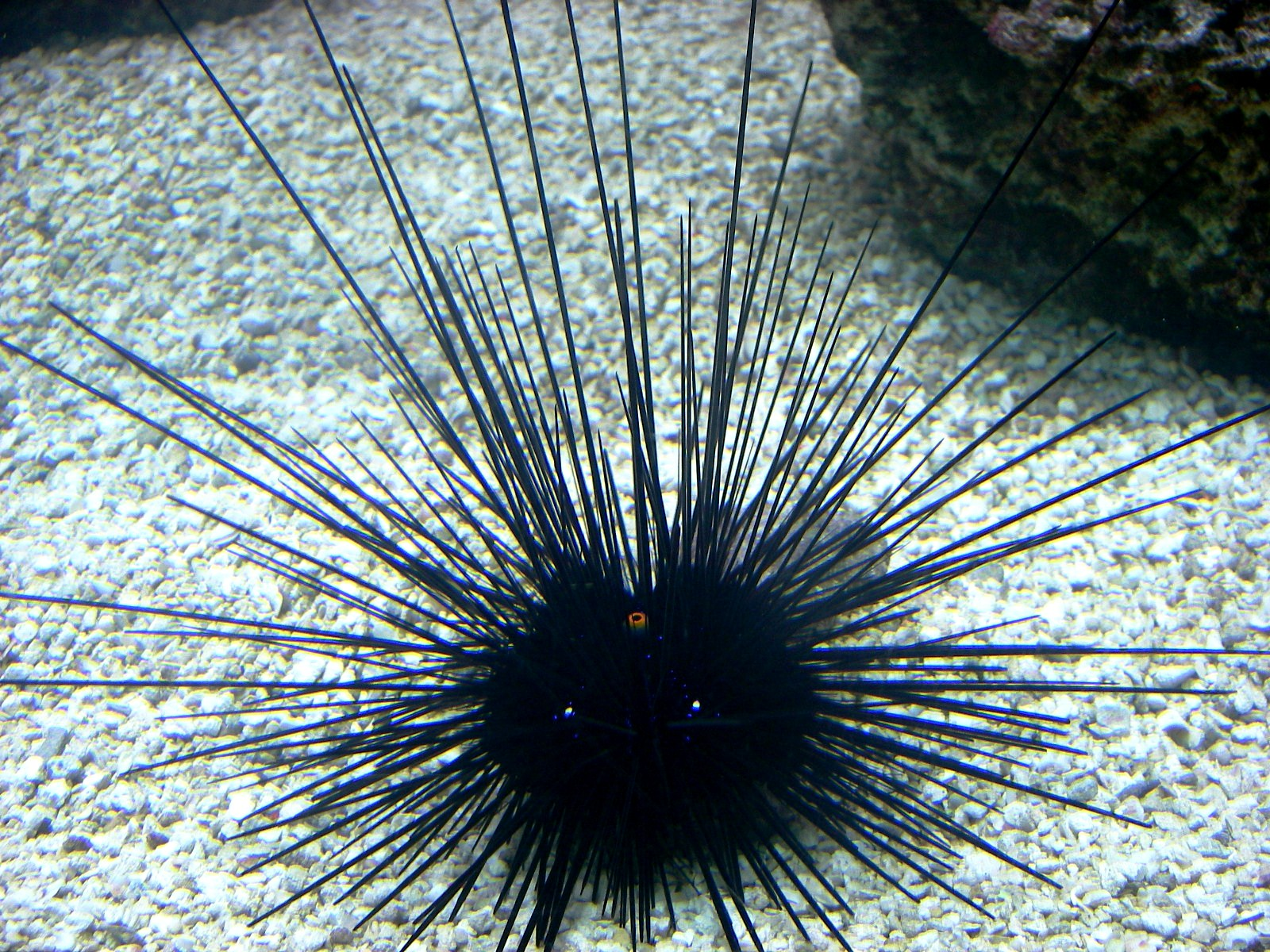
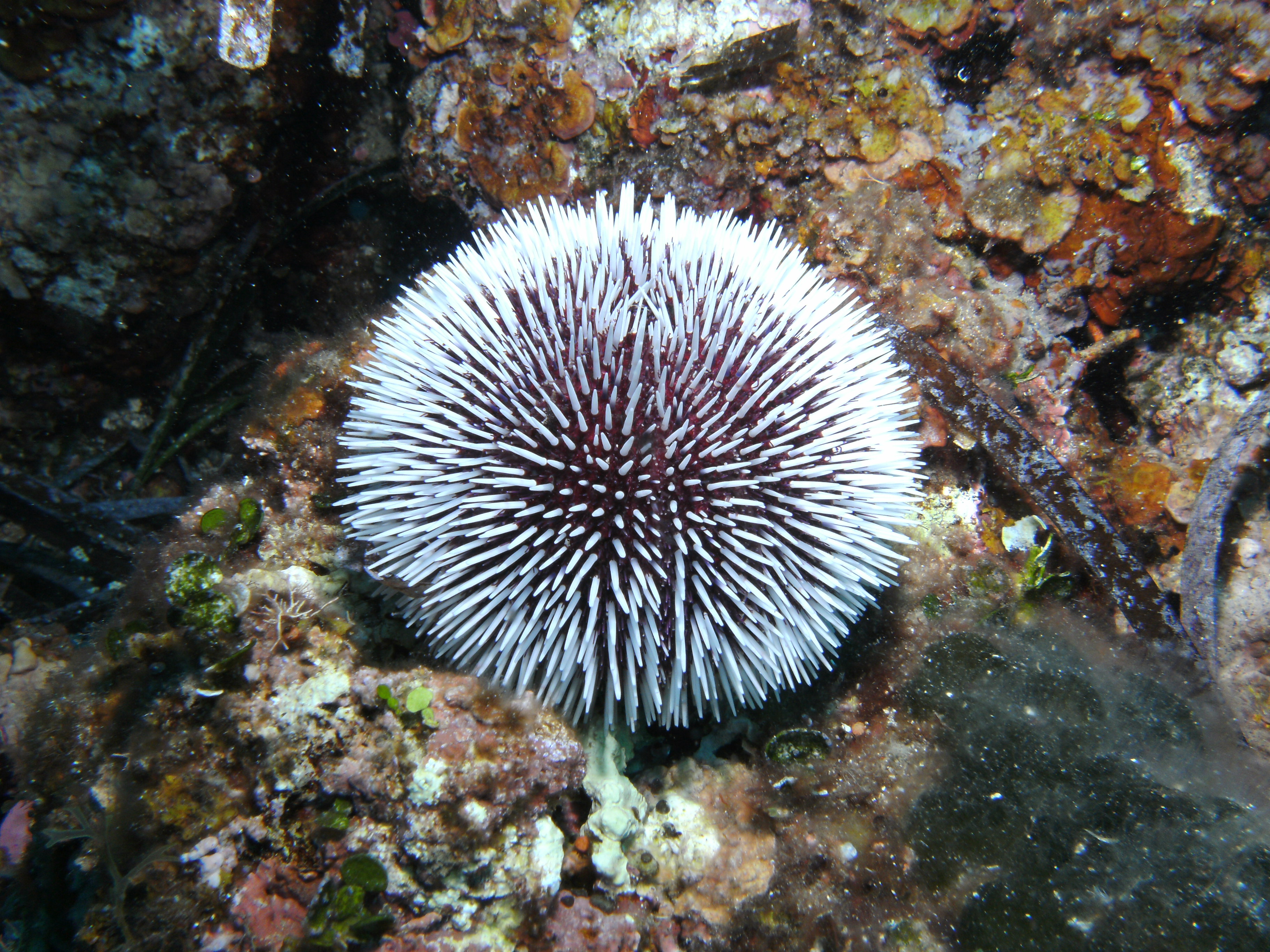
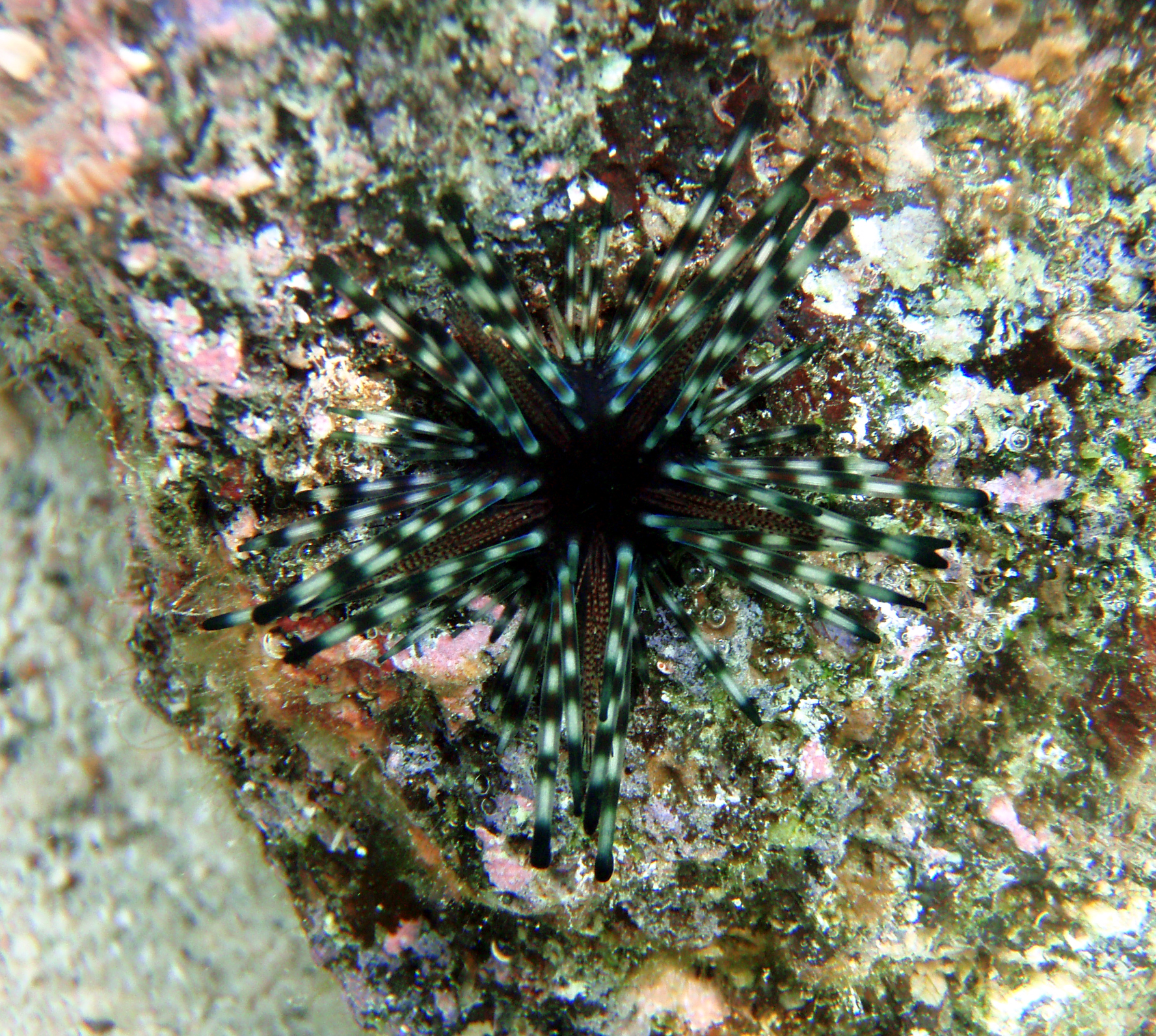
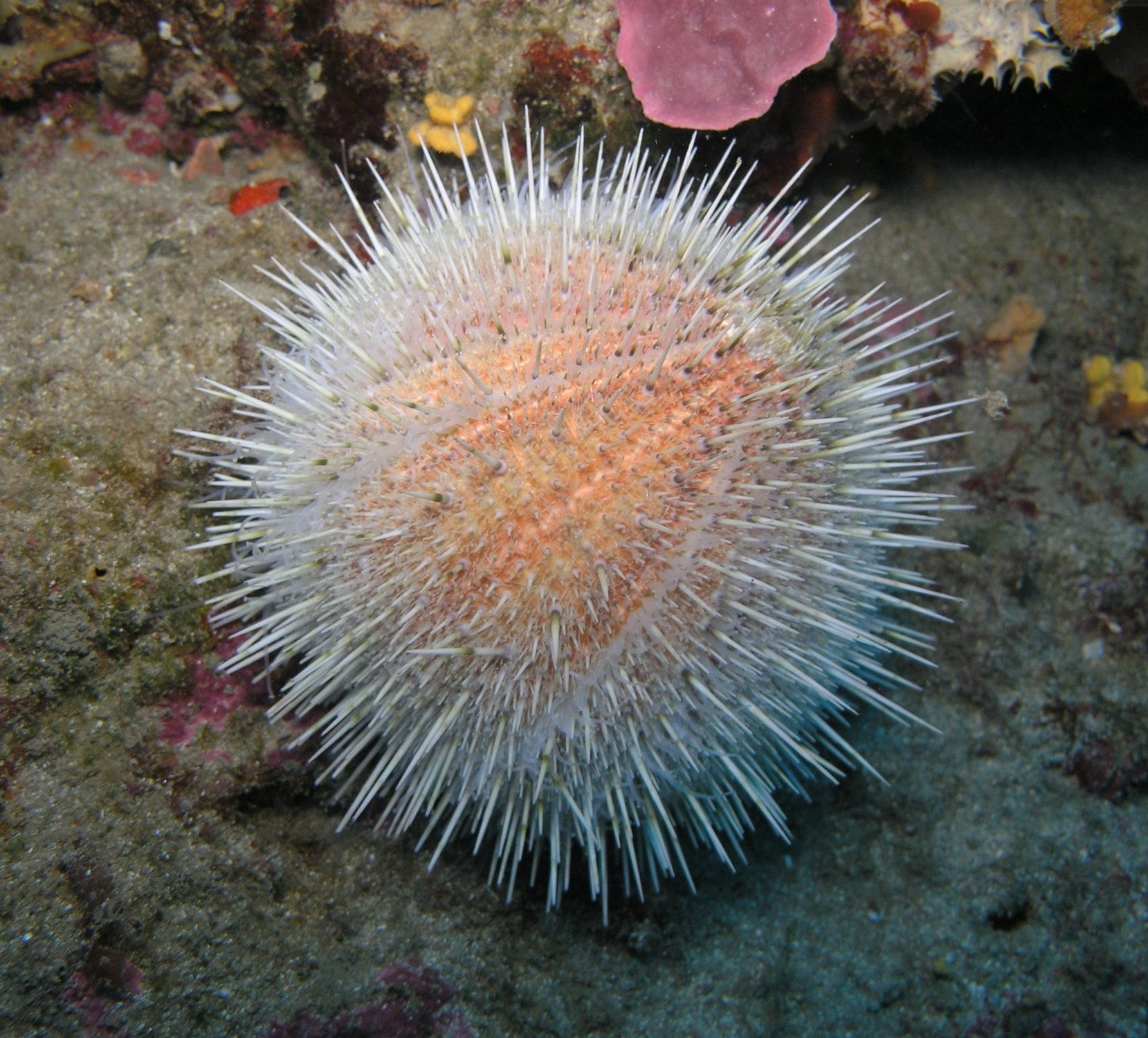
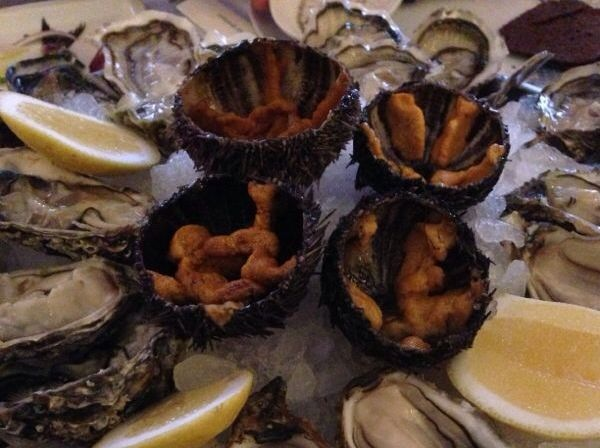
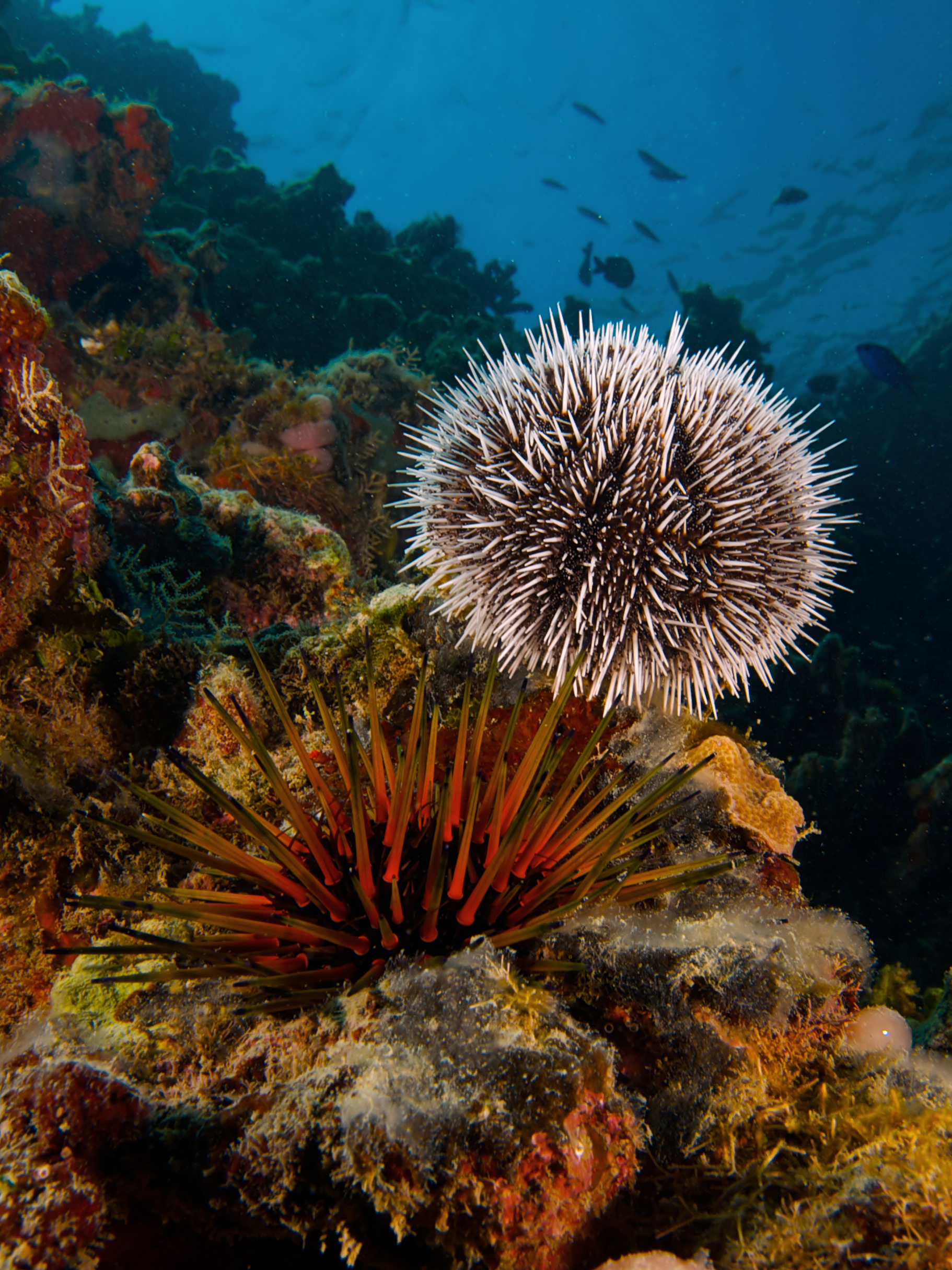
Tripneustes ventricosus[англ.] и Echinometra viridis[англ.]

## Некоторые виды
- Echinarachnius parma — Плоский щитообразный ёж
- Strongylocentrotus droebachiensis — Зелёный морской ёж
- Strongylocentrotus purpuratus — Пурпурный морской ёж
- Strongylocentrotus intermedius — Серый морской ёж
- Heterocentrotus mammillatus — Грифельный морской ёж
- Sphaerechinus granularis — Фиолетовый морской ёж

## В культуре
- У писателя-сатирика Семёна Альтова есть рассказ «Ёжик», в котором рассказчик в просторечной форме утверждает преимущества жизни морского ежа перед человеческой.
- В мультсериале «Тик-герой» есть второстепенный персонаж Канализационный Ёж, одетый в костюм морского ежа.